# Simple Simpson
Simple Simpson, llamado Simpson el simplón en España y El simple Simpson en Hispanoamérica, es un episodio perteneciente a la decimoquinta temporada de la serie animada Los Simpson, emitido originalmente el 2 de mayo de 2004. El episodio fue escrito por Jon Vitti y dirigido por Jim Reardon. El episodio narra el instante en que Homer se vuelve en un superhéroe local bajo el nombre de Hombre Pie (Pastel Man). 
En Hispanoamérica, Octavio Rojas retoma el papel de  Smithers, por segunda vez, la primera fue: Mi madre la robacoches, después no continuó con dicho papel.

## Sinopsis
Todo comienza cuando Homer ve un comercial sobre un concurso en el cual se le permitiría al ganador, quien encuentre un ticket dorado, un viaje a la "Fábrica de Tocino del Granjero Billy", y decide conseguir el ticket a toda costa. A pesar de que Homer compra todo el tocino disponible en el Kwik-E-Mart de Apu, solo logra encontrar un ticket plateado, el cual le permite juzgar la próxima competencia de presentación de mesas en la feria local. En la feria, la mesa preparada por Lisa es duramente criticada por el texano rico, lo que hace enojar a Homer, quien decide darle una lección al texano. Recordando una advertencia del jefe Wiggum en donde le decía que sería arrestado si cometía alguna otra fechoría, Homer se disfraza a sí mismo como un superhéroe, "The Pie Man", y le tira una tarta directamente en la cara del texano, haciendo reír a la gente. Homer se va tan rápido como había venido, antes de que Lisa pudiese agradecerle. Segundos después, Homer vuelve, sin su disfraz. Sideshow Mel se pregunta si Springfield volvería a ver a "Pie Man" alguna vez, y Homer le dice que sí lo harán.
Al día siguiente, Lisa es vista dibujando a su superhéroe favorito: Pie Man. Homer aprecia el dibujo, pero le sugiere que debe tener "más músculos". Luego de que Homer oye que el Sujeto de las Historietas había tratado mal a Bart y a Milhouse, aparece como Pie Man (en una nueva apariencia) y le arroja otra tarta en su cara. Nichelle Nichols de Star Trek, a quien el Sujeto había invitado a tomar el té, se muestra de repente y ve al Sujeto cubierto de tarta. Esto lo humilla enfrente de los niños, y corre hasta estar fuera de su vista, llorando. Bart luego descubre una nota en la fuente en donde había estado la tarta antes de ser arrojada. 
Al día siguiente, la familia mira las noticias y descubre que el Hospital para Niños de Springfield iba a ser convertido en una clínica de cirugía plástica. Homer se preocupa por el destino de los niños enfermos. Esa noche, dos niños enfermos son empujados del hospital por el alcalde Diamante. El jefe Wiggum, pensando que Pie Man debía ser detenido porque no respetaba las leyes, planea capturarlo en la inauguración de la clínica. Pie Man (quien casi revela su verdadera identidad) aparece, listo con una tarta en sus manos. Lenny (quien trata de prevenir a Homer), los fanes de Pie Man y otros miembros de la multitud corren a salvarse porque los policías habían comenzado a disparar, y Lou le dispara a Homer en el brazo. Luego del disparo de Lou, el jefe Wiggum y éste comienzan a discutir, ya que Wiggum había llamado idiota a Lou. Homer logra escapar, pero se toma el tiempo de salvar a Marge de ser atrapada en una turba; luego, la besa colgado del revés en una escalera. Marge dice que el beso le resultaba familiar. En la casa, Lisa entra a la cocina y ve a Homer, todavía vestido como Pie Man, usando un cuchillo para remover la bala de su brazo. Luego trata de actuar como Pie Man, diciendo "Yo no ser tu padre, niñita. Yo... matar a tu padre." Lisa se da cuenta de que el superhéroe es, en efecto, Homer, en parte porque habían estado recibiendo el correo dirigido a Pie Man. Homer, sin máscara, lleva a Lisa a su cueva secreta, que resulta ser el sótano de la casa, pero la niña no queda sorprendida. Homer, luego, le promete a Lisa (quien no quiere que lo vuelvan a herir) que ya dejaría de ser Pie Man. 
En la Planta Nuclear, el Sr. Burns está particularmente malvado con los empleados. Pronto comienza a pegarles a Lenny y a Carl, para que coman rápido y vuelvan al trabajo, y le quita un día de pago a Homer por llegar tarde. Ya alucinando, una tarta de la cafetería de la Planta le dice a Homer que la lance hacia Burns, y todos los postres lo alientan a que lo haga. A pesar de que recuerda su promesa a Lisa, Homer hace otra aparición como Pie Man. El Sr. Burns corta el agua de las duchas al mismo tiempo en que aparece Pie Man y le estrella una tarta en la cara al anciano. Sin embargo, luego de ver las cámaras de seguridad de la Planta, Burns ve que el Pie Man se había puesto a dormir en un sofá, cansado. Dándose vuelta, ve a Pie Man durmiendo sobre el sofá de su despacho. Luego, Burns y Waylon Smithers lo encierran en el centro de detención de empleados, y le quitan su máscara. Burns se da cuenta de que Pie Man es Homer. Burns, amenazando a Homer con revelar su identidad a los Springfieldianos, lo obliga a ser su "héroe personal", aunque lo usa para hacer mal a la gente buena. 
Un día, el Sr. Burns y Smithers van disfrazados a encontrarse con Homer para darle su próxima misión: debía arrojarle una tarta en la cara al dalái lama, quien se presentaría en Springfield. Sin embargo, en el show del Dalái lama, Homer (vestido como Pie Man) no logra cometer su acto. Decide revelar su identidad al público, pero nadie cree que él pudiera ser Pie Man debido a la estupidez de tanto de Homer como del pueblo. El Dalái lama luego se va volando del edificio, y Wiggum dice que era el fin de Pie Man, aunque Lou no está de acuerdo. Homer queda libre del control de Burns y se va con su hija a casa.
Al final del episodio, Homer está acostado en su cama hablando con Marge quien le revela que siempre supo que Homer era Pie Man (aunque éste queda atónito ante la deducción de Marge) pero en un descuido de ésta, Homer escapa y se viste como Pie Man, se para en el tejado; prometiendo estar cerca de la gente cuando se lo necesite y Bart se junta a él con su traje de Muffin Boy (Niño Pastelillo), como su patiño. Pero Marge se da cuenta de que los dos están arriba en el techo y les obliga a sacar las hojas de árbol atascadas en las canaletas por lo que Homer y Bart lo hacen de mal gusto.